# Michael Livingston
Michael „Mike“ Kent Livingston (* 21. September 1948 in Denver) ist ein ehemaliger  Ruderer aus den Vereinigten Staaten. Er war mit dem Achter Olympiazweiter 1972.

## Karriere
Michael Livingston war während seines Studiums Mitglied des Achters der Harvard University. Bei den Olympischen Spielen 1968 in Mexiko-Stadt war er als Ersatzmann nominiert, kam aber im Gegensatz zu seinem älteren Bruder Cleve Livingston nicht zum Einsatz.
Bei den Olympischen Spielen 1972 in München waren 15 Achter am Start. Der Achter aus den Vereinigten Staaten mit Lawrence Terry, Franklin Hobbs, Peter Raymond, Timothy Mickelson, Eugene Clapp, William Hobbs, Cleve Livingston, Michael Livingston und Paul Hoffman gewann den ersten Vorlauf vor dem Boot aus der Bundesrepublik Deutschland. Im Halbfinale belegte der Achter aus den USA den dritten Platz hinter den Achtern aus der DDR und aus der UdSSR. Im Finale siegte das Boot aus Neuseeland mit über zweieinhalb Sekunden Vorsprung, dahinter kämpften die Boote aus den USA und aus der DDR um den zweiten Platz, im Ziel hatten die Amerikaner sechs Hundertstelsekunden Vorsprung und erhielten die Silbermedaille.
Michael Livingston schloss sein Jura-Studium ab und arbeitete mehrere Jahre für die American Civil Liberties Union, später war er zwei Jahre in Guatemala. Nach seiner Rückkehr wurde er Rudertrainer an der University of California, Berkeley.